# 野々村病院の人々
『野々村病院の人々』（ののむらびょういんのひとびと）は、1994年6月30日にエルフの姉妹ブランドのシルキーズより発売されたアダルトゲーム。および、それを原作として発売されたオリジナルビデオ（成人向け）とアダルトアニメである。
本作は、プレーヤーが探偵となり事件を解決していく、いわゆる推理物アドベンチャーゲームに分類されるが、『河原崎家の一族』に次いで採用したマルチシナリオを活かした、場面における判断に重点を置いている。エンディングが19から11に減少した一方、選択肢は2択から3択に増え、難度は高くなっている。
全ての選択肢を試すこともできるが、3つ表示される選択肢を何回目に選択したかでCGに違いがある。ストーリーの進行に繋がる選択肢を最初に選んだ時と、他の選択肢を選んだ後とでは違うCGが用意されている。
また、本作はエルフやシルキーズでは初めて成人指定のまま家庭用ゲーム機に移植された。アメリカの成人指定基準X指定（18歳未満禁止）に基づき、修正を最低限に留めたセガサターン（SS）版がそれである。
2025年9月26日に『野々村病院の人々 リメイク』がFG REMAKEブランドから発売予定。

## ストーリー
ある日、医療ミスなど数々の黒い噂が絶えない野々村病院で、院長の野々村作治が死亡した。死因はシアン化合物の注射による中毒死であり、死体のすぐ傍に本人の指紋付きの注射器があったことから、警察はこれを経営苦による自殺と結論付け、マスコミもそのように報じた。
一方、私立探偵で主人公の海原琢磨呂は、ひょんなことから足を骨折して野々村病院へ搬送されることになる。退屈な入院生活に辟易する琢磨呂だったが、院長の死亡事件の噂を聞いて探偵としての血が騒ぎ、独自に聞き込みを始める。そんな矢先、琢磨呂は作治の妻で現院長の野々村亜希子に招かれ、「主人が自殺ではないことを証明して欲しい」と告げられる。
思いがけず捜査の依頼を引き受けることになった琢磨呂は、作治の死亡事件の真相を突き止めるべく、複雑な人間関係が絡み合う病院内での捜査を開始する。やがて、琢磨呂は病院の黒い事実を突き止め、それを亜希子に報告するが、逆に彼女に殺されそうになる。だが、亜希子の側近に当たる人物が、罪を犯してほしくないという思いから、亜希子を手にかける。
その後、院長の殺害事件に入院患者の樹桃子とその担当看護師である間宮千里が関わっていたことが判明する。作治は桃子に性的虐待を振るっており、カレンダーの×印の意味に気づいた千里は桃子に"王子さま"の名義で手紙を送る。普段、桃子は車椅子に乗っているものの実際は歩けたため、作治が常用していた麻薬と毒をすり替えることにより、彼を死に追いやっていた。
退院後、新たな探偵事務所を構えた琢磨呂が、事件のその後について思いを巡らすところで物語は幕を下ろす。

## スタッフ（アダルトゲーム）
- 企画、シナリオ、ゲームデザイン：蛭田昌人
- キャラクターデザイン、原画：横田守
- PC98版、Win3.1版音楽：国枝学
- Win95版音楽アレンジ：クワイア
- 制作協力：スタジオライン

## 登場人物
年齢はPC98版当時のもので、マルチパック版以降はコンピュータソフトウェア倫理機構の規定により、非公開となっている。
声優はリメイク版のものであり、セガサターン版以降の移植版やアダルトアニメ版での出演声優はいずれも非公開である。

### 主人公
海原 琢磨呂（かいばら たくまろ）
海原琢磨呂探偵事務所の所長にして、事務所で唯一の私立探偵。32歳。天才を自負し、数々の難事件を解決してきた手腕がありながら、女好きな性格が災いして悪名が高く、捜査依頼はほとんど来ない。ある日、涼子とのふとした出会いが元で足を骨折し、搬送された先の野々村病院で、亜希子から事件の捜査を依頼される。
相手が誰であっても言葉遣いや態度を変えず、不躾な言動を取ることも多いが、探偵という職業に誇りを持っており、損得では動かないストイックな一面もある。かなりのヘビースモーカーでもあり、何かにつけては紫煙を燻らせる。

### ヒロイン
それぞれに琢磨呂との個別のハッピーエンドが存在する。全てのCGを見ることで野々村マスターの称号が手に入る。
牧野 梨恵（まきの りえ）
声 - 森川陽子/結城ほのか
野々村病院の看護婦で23歳。清楚で儚げな印象があり、真面目で心優しく、誰からも好かれる。
頭の回転の速さや、自分の仕事と職場に対しての責任感も持ち合わせており、主張すべきことは主張するなど、控えめながらも芯の強い性格をしている。また、目的のためであれば身体を張ることもいとわない大胆な一面もあるが、基本的に恋愛や情事には不慣れなようで、初々しい反応を見せる。
野際 美保（のぎわ みほ）
声 - 吉田美保/かわしまりの
野々村病院の看護婦で22歳。愛想が悪くキツめの性格で、外見もヤンキーっぽいが、根はとても優しく子供好き。
かつて同じ病院の医師である章介と恋仲だったが、彼に捨てられて以来、男嫌いとなった。亜希子のことを口に出すほど嫌っており、亜希子から依頼を受けている琢磨呂のことも当初は嫌っていたが、思いがけず彼の優しさに触れたことで、信用を深めていく。
伊藤 涼子（いとう りょうこ）
声 - 岡本麻弥/桃井いちご
西条探偵事務所に所属する探偵。22歳。
しっかり者で生真面目な性格だが、まだ新米で未熟な面も多い。最初は悪名高い琢磨呂のことを同業者として快く思っておらず、琢磨呂も同様に、院長死亡事件の捜査にあたっていると知って手を引かせようとする。その後、上司である西条の傲慢なやり方や、それに対する琢磨呂の毅然とした態度を見て、探偵としての自身の在り方を悩むようになる。捜査に非協力的な院内関係者たちに手を焼くうち、ついには捜査から外されることになるが、琢磨呂の探偵としての信念と手腕を認め、共に真相を解明すべく奔走する。
アダルトアニメ版
終盤では囚われの身となるが、監禁による恐怖やそれによる失禁以外は特に何事もなく救出された。
ノベライズ版
続巻の終盤ではプロポーズや結婚を真剣に考えてくれない琢磨呂と別離も決意していたが、涼子を大切な女性だと気づいた彼からプロポーズされ、相思相愛となった。

### サブヒロイン
個別のエンディングは存在しない。
間宮 千里（まみや ちさと）
声 - 内川藍維/逢真井もこ
野々村病院の看護婦で19歳。童顔で巨乳。病院では明るく振る舞っている。
樹 桃子（いつき ももこ）
声 - 川田妙子/花安未羽
野々村病院の入院患者で16歳。年齢の割に幼く、内気な性格をしており、担当看護婦の千里と親友の加奈にだけ心を開く。足が不自由であるということで常に車椅子に乗っている。
島木 加奈（しまぎ かな）
声 - 川上とも子/夏樹柑菜
桃子の親友で16歳。桃子とは対照的に、明るくハキハキした性格。たまに桃子の見舞いにやって来る。
野々村 亜希子（ののむら あきこ）
声 - 田中敦子/海原エレナ
野々村作治の妻で28歳。作治の死後、院長の座に就いた。夫の死に疑問を抱いており、琢磨呂に他殺である証拠を掴んでほしいと依頼する。

### その他
野々村 作治（ののむら さくじ）
声 - 宝亀克寿
野々村病院の院長。数々の黒い噂が流れている人物。物語冒頭に死亡しており、享年50。
西条 貴文（さいじょう たかふみ）
声 - いなりうづき
西条探偵事務所主任で24歳。容姿こそイケメンであるが、内面は何でも金で片付けようとする傲慢な小心者。琢磨呂を激しく嫌っている。
漆原 譲治（うるしばら じょうじ）
声 - 九財翼
琢磨呂と相部屋の入院患者で19歳。常にリーゼントヘアを決め、陽気で噂や無駄話が大好きなお調子者。千里に惚れている。
御子柴 太郎（みこしば たろう）
声 - 小次狼
琢磨呂が事務所を構えている倉庫の大家で、家賃滞納を滞納しがちな琢磨呂を快く思っていない。42歳。
ヤクザのような厳めしい容姿に似合わず意外と純情な所があり、入院中の琢磨呂に嫌味を言うために野々村病院を訪れた際、美保に一目惚れする。
川崎 勉造（かわさき べんぞう）
声 - 辻親八/機知通
琢磨呂と付き合いのある雑誌記者で43歳。脂ぎった身体に常時ロンドンブーツを履いているなど、特異な風体。
琢磨呂に付いて独占スクープを挙げたことが縁で、有益な情報を提供してくれるようになった。
藤木 栄作（ふじき えいさく）
声 - 緒方賢一/二階堂明日郎
亜希子の執事で41歳。ゲームでは猿のような風体と猫背の小男として描かれていた一方、アダルトアニメ版では大男として描かれていた。
変なオヤジ
黒いアイパッチで片目を隠し、腹巻を着けた禿頭の男性。野々村病院の裏庭で加奈を襲うが、加奈の逆襲に遭って撃退される。
日野 章介（ひの しょうすけ）
野々村病院の医師。かつて美保と交際していたことがあるが、現在は行方不明。
牧野 智恵（まきの ちえ）
声 - 森川陽子
牧野梨恵の一卵性双生児の妹。姉と瓜二つの容姿を活かして密かに入れ替わりながら、両親の死の真相を探っている。
作中では、姉の梨恵はナースシューズを履いているが、妹の智恵は来賓用のスリッパを履いている点が異なる。

## 開発経緯
1993年12月22日に発売された『河原崎家の一族』に対し、ユーザーからはグラフィックの流麗さやマルチシナリオのもたらす臨場感に高い評価が付いた一方、「もっとストーリー性を持たせたらどうか」という意見も多く寄せられた。それを参考に本作が開発された。
『シルキーズ原画集 Vol.1 -河原崎家の一族&野々村病院の人々-』でのインタビューによれば、開発当初の時点では牧野梨恵と智恵は双子の姉妹ではなく1人で躁鬱の二重人格と設定されており、犯人となる予定だった。ところが、梨恵と智恵を多重人格者から双子の姉妹に設定変更した後になって、企画・シナリオを手掛けた蛭田昌人が間宮千里という別のキャラクターが巨乳である点に着目し、犯人役を彼女に変更した。このため、梨恵と智恵が双子であるという理由がほとんどなくなってしまい、双子の説明が物語中で弱くなった。

## 反響
本作は『河原崎家の一族』に次いでヒット（SS版の販売数は40万本超）となった。2作連続のヒットによって自信を付けた蛭田は、エルフでも『同級生2』の次に、愛も萌えも無い凌辱系の作品『遺作』をリリースすることになる。

### 後世への影響
ゲームクリエイターの川上大典は、『ゲームプランとデザインの教科書 ぼくらのゲームの作り方』に寄せた文章の中で、シーズウェアの『EVE burst error』が本作から影響を受けていると指摘しており、その例として探偵を主人公にしていることを挙げている。

## アダルトアニメ
『野々村病院の人々 THE ANIMATION』のタイトルで、ピンクパイナップルより1996年11月に前篇が、1997年1月に後篇が発売された。全2巻。各巻30分。1998年11月6日には前篇が、1998年12月4日には後篇がDVD化。2006年7月28日にはその廉価版が、前後篇同時に発売された。
設定はアダルトゲーム版準拠だが、シナリオが大幅にアレンジされており、異なる真相を迎える。

### スタッフ（アダルトアニメ）
- 原作 - シルキーズ「野々村病院の人々」
- 監督 - 安東信悦（第1話）、安南信（第2話）
- 絵コンテ -旭テルオ、安南信（第1話）、ふくもとかん（第2話）、安藤信悦（第2話）
- 監修 - ふくもとかん
- 脚本 - 都王子
- キャラクターデザイン - 金津賀哲
- 作画監督 - 佐藤淳
- 色指定 - 松葉美沙子（第1話）、鈴木元務（第1話）、赤松ゆかり（第2話）
- 美術監督 - 杉浦正一郎
- 撮影監督 - 森口洋輔
- 音響監督 - 高桑一
- 音楽 - THE PINKS
- 総合プロデューサー - 乱交太郎
- プロデューサー - 大宮三郎、天地悠大、高島和光（第1話のみ）
- プロデューサー補佐 - 外道一（第2話のみ）
- スーパーバイザー - Dr.POCHI
- 音響プロデューサー - 飯塚康一
- アニメーションコーディネーター - アントリオ・ヤドカ
- 制作 - Triple X
- 制作協力 - スタジオジャイアンツ
- 製作 - ピンクパイナップル

## オリジナルビデオ
ピンクパイナップルより1996年3月8日に発売された。全1巻。75分。成人指定。
アダルトゲームを原作としている点で、当時の実写オリジナルビデオとしては異色とされている。内容については、伊藤涼子が探偵ではなく海原琢磨呂の単なる弟子であったり、琢磨呂や看護婦たちがアダルトゲーム版より軽々しくセックスに興じるなど、大幅にアレンジされている。なお、声優の岡本麻弥が顔出しで涼子役を演じているが、パンチラシーンはあるもののベッドシーンはない。
2009年9月10日からはFANZA動画（旧：DMMアダルト→DMM.R18）によるインターネット配信が行なわれている。

### スタッフ（オリジナルビデオ）
- 製作：佐藤秀和、庄司八郎
- プロデューサー：松島富士雄
- 監督：渡邊元嗣
- 脚本：双美零、大竹康師
- 撮影：清水正二
- 照明：伊和手健
- 制作協力：エクセレントフィルム

### キャスト
- 海原琢磨呂：中島陽典
- 牧野梨恵：三浦ふみこ
- 野際美保：沢田夏子
- 伊藤涼子：岡本麻弥
- 間宮千里：金沢なな
- 樹桃子：近藤理枝
- 藤木栄作：長江英和
- 川崎勉造：螢雪次朗

## ノベライズ
ワニブックスより『野々村病院の人々』 (ISBN 484703144X) が1995年6月10日に、続巻『野々村病院の人々 外科病棟』 (ISBN 4847031792) が1996年2月25日に発売された。全2巻。
前者はアダルトゲーム版を原作としたアレンジであるが、後者は前者の後日談に当たる直接の続編となっており、野々村病院での新たな殺人事件に海原琢磨呂が挑む。なお、両者を通じて伊藤涼子がメインヒロインとして描かれている。

### スタッフ（ノベライズ）
- 著者：紙谷龍生
- カバー絵、口絵：横田守
- 挿絵：美作英明

## 関連書籍
シルキーズ原画集 Vol.1 -河原崎家の一族&野々村病院の人々-
辰巳出版より発行。上記2作品のカラー原画や攻略チャートを掲載している。ISBN 4-88641-191-6
野々村病院の人々&河原崎家の一族 パーフェクトコレクション
ケイエスエスより発行。上記2作品のOVA版の原画や解説を掲載している。ISBN 4-87709-161-0

## リメイク版
2025年9月26日に『野々村病院の人々リメイク』がFG REMAKEブランドから発売予定であり、原画は籠目が務める。